# Walmartisation
Walmartisation (ou Walmarting en anglais) est un anglicisme ayant plusieurs sens.

## Sémantique
La construction du mot, faisant appel au suffixe -isation, reflète une pratique sémantique devenue relativement courante, comme dans le terme globalisation.

## Les divers sens et usages

### Globalisation du marché
Le premier usage est relativement général et s'adresse aux pratiques d'occupation du marché par les grandes firmes, prenant modèle sur l'entreprise américaine Wal-Mart. Il est utilisé :
- soit par les critiques antilibéraux, qui voient dans ces magasins un paradigme du capitalisme moderne, où aucun syndicat ne serait toléré et où beaucoup de salariés seraient des travailleurs pauvres, sans protection sociale de santé[1]. Les altermondialistes dénoncent aussi la vente de marchandises importées d'Asie, produites dans des conditions sociales défavorables[2].
- soit de façon neutre et technique, lorsqu'il évoque un objectif d'imiter le succès de Wal-Mart. Il est couramment constaté qu'une position de leader sur un marché est un atout pour la rentabilité et la survie d'une entreprise alors qu'une part de marché marginale la met en péril.

### Concentration de la distribution
Le deuxième usage, sectoriellement plus ciblé est relatif à la concentration de la distribution (vente au détail), [réf. nécessaire]. Il existe une grande question par rapport à la qualité des produits vendus dans ce magasin. D'habitude ils sont vendus en gros, dans des groupes énormes. Ainsi, la nourriture devient industrialisée jusqu'au point où elle ne peut même plus être considérée en tant que nourriture à cause de tous les conservateurs dans le produit et aussi à cause des tous les processus qui modifient la qualité de la nourriture. Il y a aussi le concept de la consommation en masse, et afin de pouvoir réaliser cet objectif les produits deviennent très standardisés et sont pleins de sucre, de sel et d'huile végétale.

### Habitude de consommation
Le troisième usage, neutre et banalisé, se référant aux habitudes des consommateurs américains, désigne l'acte d'acheter chez les magasins Wal-Mart.[réf. nécessaire] Wal-Mart est caractérisé par de grands parkings devant ses magasins, généralement très étendus. Wal-Mart achète la terre à l'extérieur des villes, où elle est moins chère afin de réaliser la construction à moindre coût. Les consommateurs ont donc besoin d'une voiture et prennent ainsi l'habitude de l'utiliser dans la vie quotidienne. Ceci augmente la nécessité des parkings et des maisons avec garages et provoque une extension géographique des villes, notamment en banlieue. Ce qui résulte encore en une dépendance accrue aux voitures. Par conséquent, les petits commerces de proximité disparaissent de ces villes où le consommateur a pris l'habitude d'aller chez Wal-Mart. La "Walmartisation", au sens de la consommation dans cette franchise, transforme donc radicalement les habitudes du consommateur et modifie en conséquence la structure des villes.